# Xã Patoka, Quận Gibson, Indiana
Xã Patoka (tiếng Anh: Patoka Township) là một xã thuộc quận Gibson, tiểu bang Indiana, Hoa Kỳ. Năm 2010, dân số của xã này là 11.864 người.